# 민박쥐나물
민박쥐나물(Parasenecio hastatus subsp. orientalis)은 국화과의 여러해살이풀이다. 큰박쥐나물, 무모산첨자, 산첨자, 삼각채 등으로도 부르며, 꽃말은 할미 나물, 숲 속의 병사이다.

## 분포
한국에서는 제주도 한라산, 경상남도 지리산, 경상북도, 강원도, 경기도의 깊은 산지, 평안북도 묘향산, 함경남도 백두산 등 고산지대 숲 속에서 군집을 이루어 자란다. 일본에서는 후쿠오카 현에서 볼 수 있다.

## 생김새
박쥐나물 중 키가 큰 편이며 잎도 크다. 높이 1-2미터쯤 자라고 윗부분에서 가지가 퍼지며 가지에 짧은 털이 있다. 뿌리에서 나는 잎과 밑부분의 잎은 어긋하여 나며 삼각형 또는 창 모양이다. 길이가 25-35센티미터, 너비는 30-40센티미터 정도로서 양면과 뒷면에 짧은 털이 있다. 가장자리는 세 갈래로 갈라지며 양쪽 열편은 다시 한번 더 갈라지기도 한다. 잎자루는 길이가 9-13센티미터 정도로서 대개 날개가 있다. 7-9월에 꽃이 피는데 꽃은 흰색이며 원줄기 끝의 원추 모양의 꽃이삭에 달린다. 총포는 길이 1-1.2센티미터, 너비 0.5센티미터 정도이고 포편은 5-8개이다. 소화는 6-9개이고 꽃부리는 길이가 0.8-0.9센티미터 정도이다. 10월에 수과가 여무는데 선형이다. 종선이 있고 털이 없다.

## 쓰임새
어린순과 부드러운 잎을 나물로 먹으며 화단에 관상초로 심기도 하는데 화강암계, 화강편마암계, 편상화강암계, 분암계, 반암계, 경사계 토양에서 비교적 잘 자라며 분주법, 실생법, 생태육종법으로 번식된다.